# مايسي جراي
مايسي جراي (بالإنجليزية: Macy Gray)‏ هي مغنية ومنتجة أسطوانات ومغنية مؤلفة وملحنة وموسيقية وممثلة أمريكية، ولدت في 6 سبتمبر 1967 بكانتون في الولايات المتحدة.

## أعمال

### أفلام
- (2001) يوم التدريب[6]
- (2002) سبايدرمان
- (2004) حول العالم في 80 يوما[7][8]
- (2005) دومينو[9]

## وصلات خارجية
- مايسي جراي على موقع IMDb (الإنجليزية)
- مايسي جراي على موقع ألو سيني (الفرنسية)
- مايسي جراي على موقع ميوزك برينز (الإنجليزية)
- مايسي جراي على موقع رولينغ ستون (الإنجليزية)
- مايسي جراي على موقع أول موفي (الإنجليزية)
- مايسي جراي على موقع قاعدة بيانات الأفلام السويدية (السويدية)
- مايسي جراي على موقع إن إن دي بي (الإنجليزية)
- مايسي جراي على موقع أول ميوزيك (الإنجليزية)
- مايسي جراي على موقع ديسكوغز (الإنجليزية)
- مايسي جراي على موقع قاعدة بيانات الفيلم (الإنجليزية)